# Maurolicus mucronatus
Maurolicus mucronatus är en fiskart som beskrevs av Klunzinger, 1871. Maurolicus mucronatus ingår i släktet Maurolicus och familjen pärlemorfiskar. Inga underarter finns listade i Catalogue of Life.